# Roméite
La roméite è un minerale.